# Tuchola (gromada)
Tuchola – dawna gromada, czyli najmniejsza jednostka podziału terytorialnego Polskiej Rzeczypospolitej Ludowej w latach 1954–1972.
Gromady, z gromadzkimi radami narodowymi (GRN) jako organami władzy najniższego stopnia na wsi, funkcjonowały od reformy reorganizującej administrację wiejską przeprowadzonej jesienią 1954 do momentu ich zniesienia z dniem 1 stycznia 1973, tym samym wypierając organizację gminną w latach 1954–1972.
Gromadę Tuchola z siedzibą GRN w mieście Tucholi (nie wchodzącym w jej skład) utworzono 31 grudnia 1961 w powiecie tucholskim w woj. bydgoskim z obszarów zniesionych gromad Kiełpin i Wielki Mędromierz w tymże powiecie.
1 stycznia 1969 do gromady Tuchola włączono grunty rolne o powierzchni ogólnej 897,00 ha z miasta Tuchola w tymże powiecie.
1 stycznia 1972 z gromady Tuchola wyłączono sołectwo Wielka Komorza, włączając ją do gromady Legbąd w tymże powiecie.
Gromada przetrwała do końca 1972 roku, czyli do kolejnej reformy gminnej. 1 stycznia 1973 w powiecie tucholskim reaktywowano zniesioną w 1954 roku gminę Tuchola.